# Rosyjski plan I wojny światowej

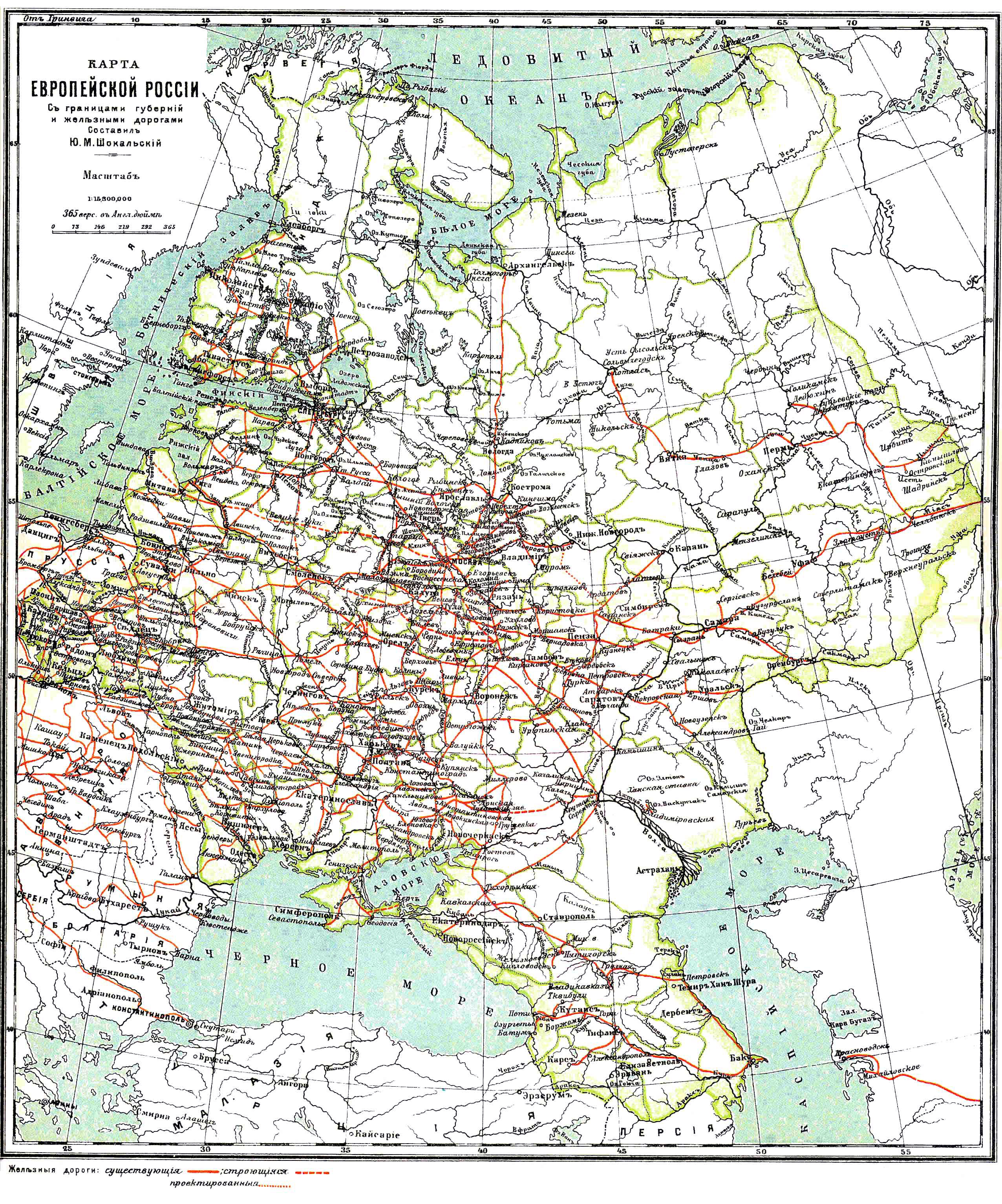
Europejska część Imperium Rosyjskiego, ok. 1900

Rosyjski plan I wojny światowej – Rosja rozpoczęła opracowywanie planu przyszłej wojny w końcu XIX wieku.

## Historia

### Niemcy i Austro-Węgry
W rezultacie zjednoczenia Niemiec pod egidą Prus (1871), po wygranej wojnie francusko-pruskiej (1870–1871), na zachodnich granicach Rosji pojawił się silny przeciwnik. Już w 1873 rosyjski minister wojny gen. Dmitrij Milutin opracował projekt działań Rosji na europejskim teatrze działań wojennych (ETDW), przeciw możliwej koalicji.
Początek przygotowań Rosji do przyszłej wojny rozpoczął gen. Mikołaj Obruczew, przedstawiając w 1890 swoje przemyślenia o planach wojny z Niemcami i Austro-Węgrami. Prawdopodobni przeciwnicy Rosji – Niemcy i Austro-Węgry podpisały w 1879 tajny układ sojuszniczy, tzw. dwuprzymierze. Plany gen. Obruczewa podlegały modyfikacji w 1883, 1887 i 1890. Plan mobilizacyjny z 1890, będący 14. z kolei, przewidywał dwa warianty działań. Jeden na wypadek, gdyby Niemcy główne uderzenie przeprowadzili na Rosję; drugi, jeśli główne uderzenie Niemcy wykonaliby na Francję. W tym wypadku Rosja główne uderzenie planowała na armię Austro-Węgier.
Nowy plan wojny Rosji był opracowany w 1900. W nim przewidywało się sformowanie frontów w czasie wojny. Wszystkie armie Rosji na zachodnich granicach miały być zgrupowane w dwa fronty: Północny przeciw Niemcom oraz Południowy przeciw Austro-Węgrom.
W latach 1891–1893 powstał pakt rosyjsko francuski, który przewidywał wzajemną pomoc militarną w wypadku agresji Niemiec na któreś z państw lub agresję Włoch lub Austro-Węgier popieranych przez Niemcy. Układ angielsko-francuski z 1904 i angielsko-rosyjski z 1907 uregulowały m.in. spory w Tybecie, Afganistanie i Iranie. Te umowy dały tzw. trójporozumienie (Anglia, Francja oraz Rosja), zwane Ententą.
W końcu 1913 rosyjski Sztab Generalny przystąpił do opracowywania 20. wariantu planu mobilizacyjnego. Jednak wariant ten do rozpoczęcia wojny nie był gotowy i mobilizacja przechodziła według wariantu 19., poprawionego w maju 1912. Miał on dwa warianty. Jeżeli Niemcy i Austro-Węgry skierują główne uderzenie na Rosję, to armia rosyjska powinna działać zgodnie z planem „G” (Germania). Według niego większość rosyjskich sił powinna uderzyć na Niemcy. Jeżeli Niemcy główne uderzenie skieruje naprzeciw Francji, powinien być realizowany plan „A” (Austria), według którego Sztab Generalny planował główne uderzenie wykonać przeciwko Austro-Węgrom, rozwijając siły główne na południe od Polesia, przy kierunku głównego uderzenia na Wiedeń i dalej na Budapeszt. W tym celu należało zniszczyć główne siły austro-węgierskie w Galicji, przy tym wojska z linii Iwangorod – Kowel miały kierować się na Kraków, obchodzić Karpaty z zachodu (taki manewr odcinał drogi odwrotu armii austro-węgierskiej). Jednocześnie armia rosyjska powinna rozpocząć operację zaczepną przeciwko Niemcom, po 15 dniach od mobilizacji. W tym celu koncentrowano siły 800 tys. żołnierzy, aby skierować na siebie siły niemieckie z frontu zachodniego. Przy takim wariancie siły rosyjskie miały działać na dwóch kierunkach: przeciw Austro-Węgrom i przeciwko Niemcom.
W czasie mobilizacji 1914 rozwijanie sił rosyjskich odbywało się według wariantu „A”. Zgodnie z nim na linii: Szawli, Kowno, rzek: Niemen, Biebrza, Narew, Bug oraz Wisła rozwijany był Front Północno-Zachodni w składzie 1 i 2 Armii (19 dywizji piechoty, 11 dywizji drugiego rzutu i 9,5 dywizji kawalerii). Przeciw Austro Węgrom – dowódca gen. Jakow Żyliński, na linii: Lublin, Chełm, Dubno, rozwijał się Front Południowo-Zachodni – dowódca gen. N. Iwanow (3, 4, 5, i 8 armie) – 33 dywizje piechoty, 13 dywizji drugiego rzutu, i 9,5 dywizji kawalerii. Zadanie ogólne rosyjskiej armii to przejście do operacji zaczepnej, w celu prowadzenia wojny poza granicami Rosji, tzn. na terenach Niemiec i Austro Węgier. Oprócz tego przewidywano formowanie dwóch armii: 6 Armii – dowódca gen. K. P Fan-der-Flit dla obrony stolicy – Petersburga i obrony od strony Bałtyku i 7 Armii – d-ca W. M. Nikitin dla obrony ze strony Rumunii, osłony od Morza Czarnego i współdziałania z flotą przy obronie wybrzeża.

### Imperium osmańskie
Rosyjski Sztab Generalny rozpracowywał także plan wojny z Turcją. W tym celu wydzielano wojska Kaukaskiego Okręgu Wojskowego (trzy Korpusy Armijne w czasie pokoju – 143 bataliony tj. ok. 9 dywizji piechoty, 21 dywizjonów kawalerii i 600 dział).

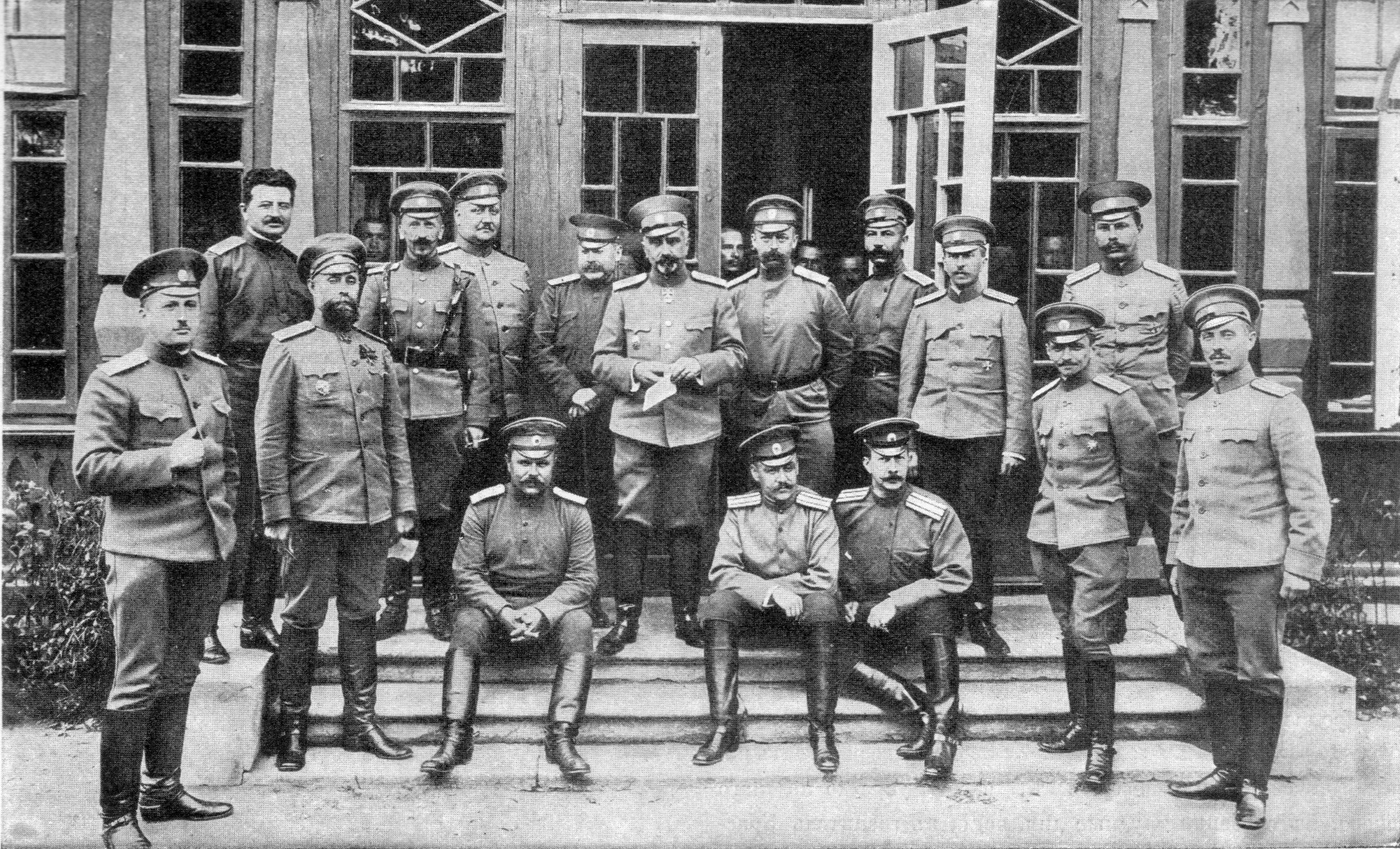
Oficerowie Stawki, 1914

Plan wojny z Turcja przewidywał trzy warianty: wojna Rosji tylko z Turcją, Turcja od początku wojny wejdzie w koalicje z państwami Trójprzymierza, na początku wojny Turcja będzie neutralna, a potem napadnie na Rosję na Zakaukaziu. Armia kaukaska miała zadanie bronić granicy, a w wypadku braku możliwości utrzymania granic, wycofać się na linię głównego pasma Kaukazu i utrzymywać linię obrony od lewe Baku w centrum, w celu utrzymania drogi łączącej Rosję z Zakaukaziem (Gruzińska Droga Wojenna).
W podporządkowaniu Stawki były w rejonie Warszawy: Gwardyjski Korpus gen. W.M. Biełobrazowa, 1 Korpus Armijny gen. L. K. Artomonowa, 18 Korpus Armijny gen. N.F. Kruzenszterna, 1 Brygada Strzelców i Kaukaska Dywizja Kozaków. Dywizje drugiego rzutu i dywizje syberyjskie miały podchodzić do walki w końcu sierpnia i na początku września.

### Działania na morzu
Floty wojenne miały swoje plany: Flota Bałtycka miała nie dopuścić Floty Niemieckiej do Zatoki Fińskiej i współdziałać z wojskami lądowymi, w celu obrony i niedopuszczenia do zdobycia Petersburga.
Plan Floty Czarnomorskiej nie został sprecyzowany. Plany z 1908, 1909, i 1912 okazały się bezużyteczne, ponieważ do portów tureckich weszły dwa krążowniki niemieckie (zob. pościg za Goeben i Breslau).

## Podsumowanie
Naczelnym Dowódcą był mianowany 2 sierpnia (według kalendarza juliańskiego 20 lipca) wielki książę Mikołaj Mikołajewicz, a szefem sztabu Naczelnego Dowództwa gen. N. N. Januszkiewicz. Siły zbrojne Rosji liczyły: 1,423 mln żołnierzy w czasie pokoju, 5,338 mln – w czasie wojny, 6848 sztuk dział, 263 sztuk samolotów. Flota Imperium Romanowów liczyła zaś 9 okrętów liniowych, 14 krążowników, 71 niszczycieli i 23 okręty podwodne.
Rosyjski plan I wojny światowej był planem ofensywnym. Przeceniał własne możliwości. W wyniku postulatów Francji prowadził do rozproszenia sił na dwóch rozbieżnych kierunkach. Miało to przynieść w nadchodzącym konflikcie dramatyczne konsekwencje.